# 章佳氏
章佳氏（穆麟德轉寫：Janggiya hala）是满族姓氏，《道咸以来朝野杂记》将其列为满族八大姓之一，源自地名章佳，以地为氏。其可考始祖为穆都巴颜，早年居住于长白山俄穆和苏鲁，其五子迁至瓦尔喀什罗尔锦后又各居一地，长子扎克丹巴颜居费雅郎阿、次子章库相继定居于马尔墩章佳、穆奇倭赫昂巴、第三子辉色迁宜汉阿拉、第四子萨穆什库迁牡丹村、第五子瓜喇迁舍伦村。其后裔等在明末后金崛起之际先后归附。民国以后，各支系主要以张、尹、章、车、姜、英、宁、敦等为汉姓。

## 清代主要世家

### 穆都巴颜家族

#### 瑚鲁瑚昌吉鼐支系
瑚鲁瑚昌吉鼐为穆都巴颜长子扎克丹巴颜之子，世居费雅郎阿，其五世孙正蓝旗苏巴理任护军参领，从征厄鲁特噶尔丹有功，授云骑尉世职，官至前锋参领兼佐领；阿桂官至武英殿大学士兼军机大臣，因于平定金川等役中战功卓著，封一等诚谋英勇公，改隶正白旗。当古理为瑚鲁瑚昌吉鼐第七子莽色元孙，任员外郎，两遇恩诏授骑都尉，从征浙江舟山立功，加一云骑尉，官至西安副都统。其子彻勒浑袭职后从征厄鲁特噶尔丹有功，授三等轻车都尉世职，官至城守尉，因无嗣停袭。镶黄旗达苏天聪时期归附，其曾祖松琴为扎克丹巴颜之孙。达苏任护军参领，从征皮岛、锦州、宁远、黑龙江、山海关、太原、四川、大同等地多有战功，遇恩诏授一等轻车都尉加一云骑尉，官至内大臣，因事革退世职，后因追念达苏忠心效力，仍授一等轻车都尉世职。
镶白旗图尔坤黄占为瑚鲁瑚昌吉鼐曾孙，早年率百余户归附，编佐领使其统领，其长子喀尔塔喇任护军参领，于山海关、江西、橦梓等地屡立战功，又数遇恩诏，授一等轻车都尉，升任护军统领，于衡州阵亡，超赠三等男。其第三子赫特赫袭，后于厦门阵亡，加赠骑都尉，因其无嗣，兄赫绅、弟赫尔德、赫尔德之子衡鼐等相继承袭骑都尉世职。三等男则令其弟格尔德、格尔德之子葛尔图、讷尔图、勒尔图、孙满住等先后承袭，葛尔图承袭时改为三等轻车都尉世职。图尔坤黄占曾孙雷虎，任职工部启心郎期间监造天坛奉先殿有功，授云骑尉世职；雷虎之弟黑虎任头等护卫，于厦门阵亡，赠云骑尉世职，其子齐旅袭，于莲花山作战伤重而死，加一云骑尉，其亲弟彻克承袭骑都尉世职。达尔丹为图尔坤黄占亲侄孙，任护军校，从征湖广立功，授云骑尉世职。

#### 其他支系
镶黄旗逊扎齐为穆都巴颜次子章库曾孙，世居马尔墩章佳，授佐领，其次子达尔泰初任包衣佐领，因监造宫殿有功，授云骑尉，其子窦特承袭后遇恩诏加至骑都尉，任郎中恭领兼佐领，其孙哈达袭职，官至领侍卫内大臣。
镶黄旗赖塔为穆都巴颜第三子辉色曾孙，世居汉阿拉，其曾孙尹泰官至东阁大学士兼兵部尚书，尹泰之子尹继善癸卯科进士出身，官至文华殿大学士。
瓜喇为穆都巴颜第五子，世居舍伦村，其四世孙巴库隶镶红旗，任骁骑校部委参领，从征四川于盘龙山等处立功，优授骑都尉世职。

### 其他
史籍中还记载了未注明为穆都巴颜后裔的章佳氏世家。镶黄旗萨穆占世居马尔墩章佳，其孙骚达色从征福建，梯攻泉州府第三登城，赐巴图鲁号，授骑都尉，后征厄鲁特噶尔丹有功加一云骑尉世职。镶黄旗巴图世居巴尔都城，其孙球兰由北京征山东，攻克兖州府第七登城、攻克宁阳县第二登城，此后从征河南、江南等地累功加至二等轻车都尉，其四子和托袭职后从征云南有功，晋一等轻车都尉，因无嗣，其亲侄赛壁汉承袭，赛壁汉之子桑格袭职时改袭骑都尉兼一云骑尉，其后再袭时又改为骑都尉世职。正白旗巴克塔世居马察，其孙章巴什任佐领，定藏有劳绩，授云骑尉世职。正红旗库布理世居长白山，其孙绰起任护军校，从征察哈尔布尔尼有功，授云骑尉世职。